# مالكوم مور
مالكوم مور (بالإنجليزية: Malcolm Moore)‏ (18 ديسمبر 1948 في المملكة المتحدة - ) هو لاعب كرة قدم بريطاني في مركز الهجوم. لعب مع نادي ترانمير روفرز لكرة القدم ونادي سندرلاند ونادي كرو ألكساندرا ونادي هارتلبول يونايتد ونادي غيتزهد ونادي ووركينغتون.

## وصلات خارجية
- مالكوم مور على موقع قاعدة بيانات كرة القدم.إي يو (الإنجليزية)